# CYP24A1
细胞色素 P450 24A1（英語：Cytochrome P450 24A1，缩写CYP24A1）也被称为维生素D3 24-羟化酶（Vitamin D3 24-hydroxylase，EC 1.14.15.16），是细胞色素P450超家族的一员，由CYP24A1基因编码，是定位于线粒体内膜的单加氧酶，能催化骨化三醇（1,25-二羟维生素D3）的24号位的羟基化。